# 條紋蝦魚
條紋蝦魚（學名：Aeoliscus strigatus），俗稱甲香魚、玻璃魚、刀片魚，為輻鰭魚綱海龙鱼目海龍亞目蝦魚科的其中一種。

## 分布
本於分布於印度太平洋海域，西起非洲東部、北起日本、南至澳洲等海域。

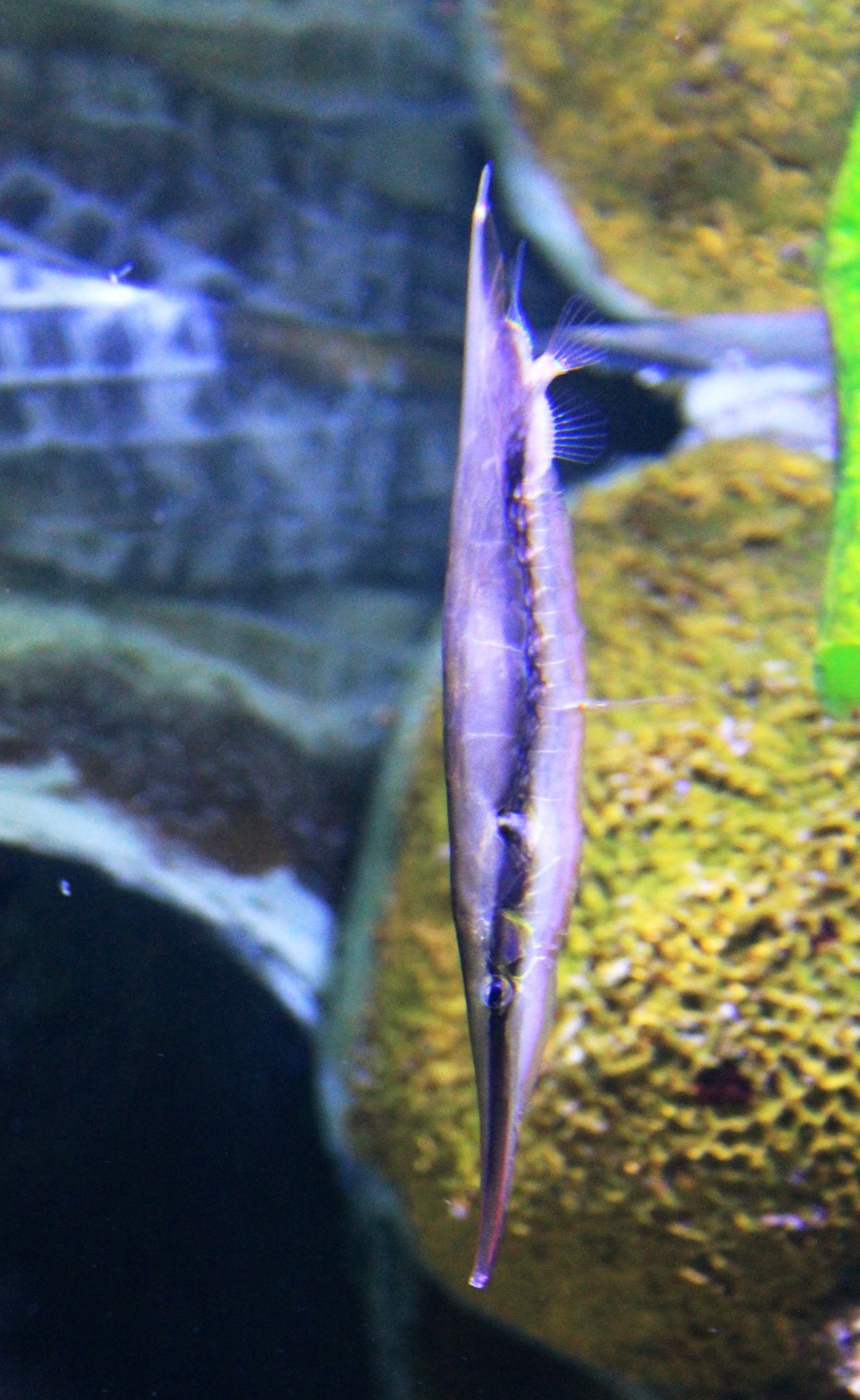
In Prague sea aquarium

## 深度
水深1~25公尺。

## 特徵
本魚體側扁近透明，體外由脊柱擴展而成之薄骨枝，分節但密接；腹緣銳利如刀鋒。吻延長為管狀，無側線，體側有一條顯著之黑色縱帶。背鰭的第一硬棘看起來像是尾部，其他硬棘、第二背鰭、尾鰭都因而擠在腹面朝下方。本魚與玻甲魚類似，但其體型更短狀但腹鰭位置偏後。體長可達15公分。

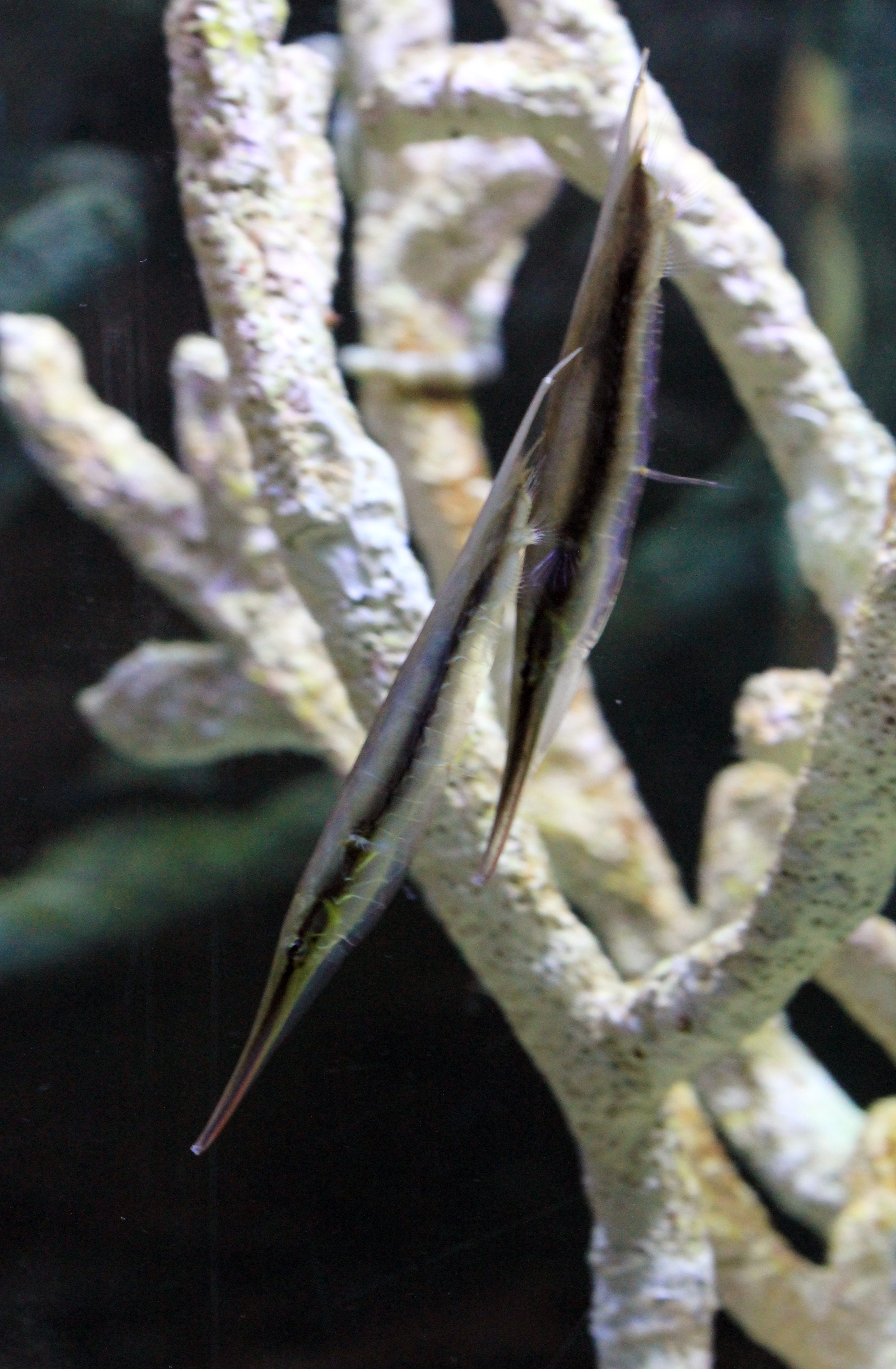
In Prague sea aquarium

## 生態
本魚常成群或單尾頭下尾上倒立停於水中，或插入海膽棘或珊瑚叢尋求保護。游泳時可豎著游也可以橫著正常地頭部向前游，以其長吻吸食浮游生物。

## 經濟利用
非食用魚，多作為觀賞魚。